# Place Falguière
La place Falguière est une voie située dans le quartier Necker et le quartier Saint-Lambert du 15e arrondissement de Paris.

## Situation et accès
La place Falguière est au croisement de plusieurs rues dont la rue Falguière.

## Origine du nom
Cette place rend hommage au sculpteur français Jean-Alexandre Falguière (1831-1900).

## Historique
Cette place est l'ancien « rond-point des Fourneaux », ouvert au XIXe siècle sur le territoire de la commune de Vaugirard. Elle prend son nom actuel en 1904.